# Chelsea Manor
Chelsea Manor war ein adeliges Landgut einer ursprünglich rund 90 Hektar großen Grundherrschaft im heutigen Londoner Stadtteil Chelsea.

## Geschichte

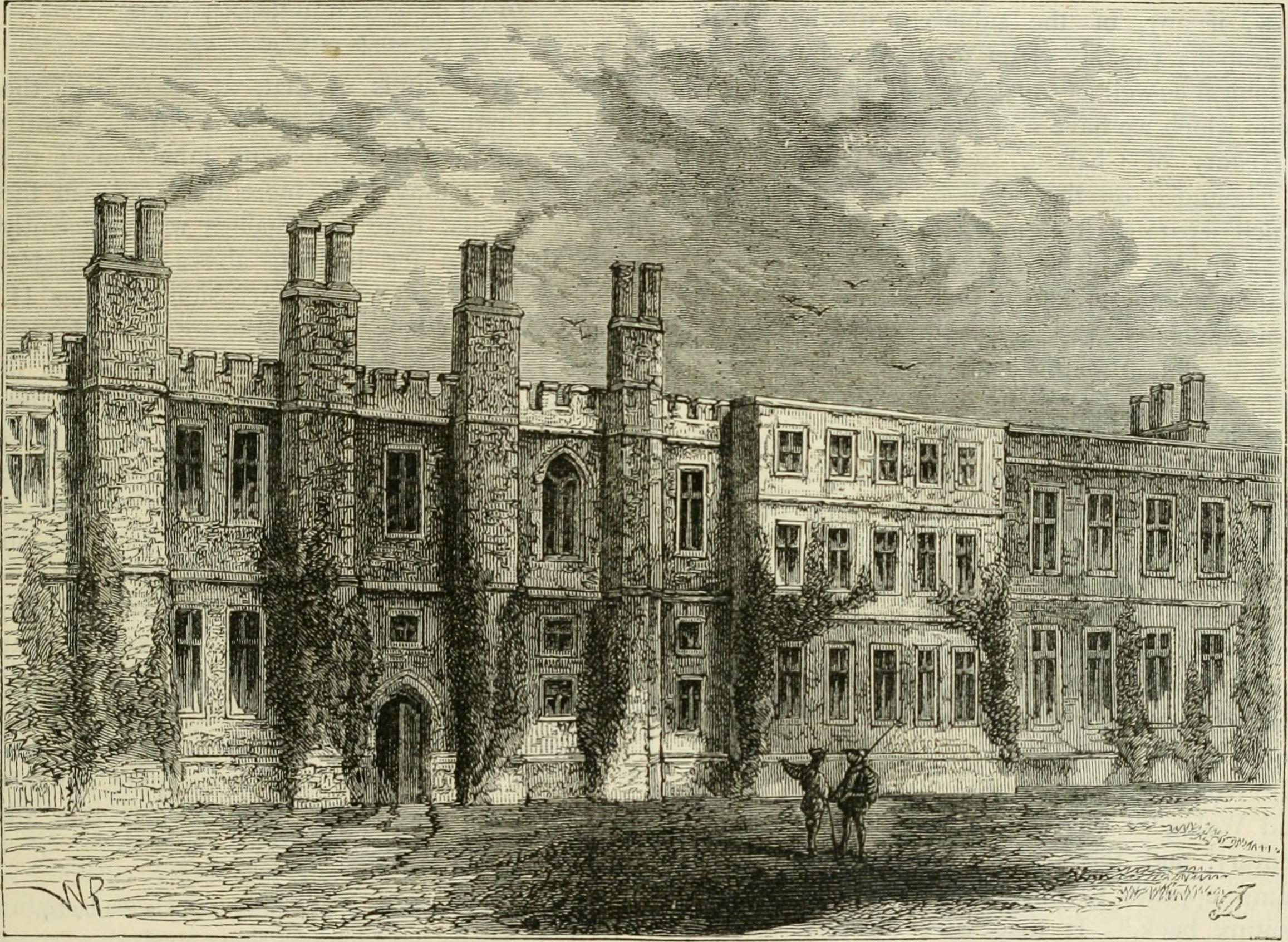
Imaginierte Ansicht des späteren Herrenhauses im Tudorstil, Illustration von William H. Prior aus dem Jahr 1873

Im Jahr 1066 erstmals erwähnt, wechselte das Gut vielfach den Besitzer. Von 1536 bis 1638 befand es sich im Eigentum der englischen Krone. Das mittelalterliche Herrenhaus wurde 1825 abgerissen. Ein weiteres Herrenhaus, das wohl spätestens bis 1519 im Tudorstil 50 Meter östlich des mittelalterlichen Gutshauses und näher zum Flussufer der Themse errichtet worden war, wurde in den 1750er Jahren abgerissen. Es war zeitweise Wohnsitz der Prinzessin und späteren Königin Elisabeth I. und von Jane Grey, der „Neuntagekönigin“, sowie von Catherine Parr, der sechsten und letzten Ehefrau König Heinrichs VIII., vielleicht auch deren Sterbehaus. Auch starb hier Anna von Kleve, die vierte Ehefrau Heinrichs VIII., ferner Jane Guildford (1508/1509–1555), die Witwe von John Dudley, 1. Duke of Northumberland. Der Naturforscher Hans Sloane nutzte das Haus im 18. Jahrhundert zur Unterbringung seiner wissenschaftlichen Sammlung.